# Ulrich Thychosen
Ulrich Thychosen (født 19. juli 1956) er en tidligere dansk, professionel fodboldspiller.

## Karriere
Ulrich Thychosen startede med at spille fodbold i Vejle FC, der er lillebror til byens store klub, Vejle Boldklub. Han fik debut for Vejle Boldklub den 10. marts 1975 mod Leicester City.
Ulrich Thychosen – bror til VB-angriberen Steen Thychosen – var en driblestærk og teknisk stærk offensiv-spiller, med en god målnæse. Desværre fik han en stor del af karrieren spoleret af knæskader. Alligevel var han med til at vinde  DBU's landspokal med Vejle Boldklub hele tre gange i 1975, 1977, 1981.